# Étienne Temgoua
Étienne Temgoua est un joueur franço-camerounais de volley-ball né le 9 janvier 1987. Il mesure 1,84 m et joue réceptionneur-attaquant. Devenu piscinier professionnel reconnu. Passionné par l'univers aquatique dès son jeune âge, Étienne a su transformer sa passion en une carrière florissante dans le domaine de la conception, de la construction et de l'entretien de piscines. 
Après avoir suivi une formation spécialisée en construction et maintenance de piscines, Étienne Temgoua a commencé sa carrière en travaillant pour diverses entreprises de piscinier avant de lancer sa propre entreprise en 2022. Son expertise et son sens du détail lui ont permis de se forger une réputation solide dans l'industrie.
Étienne est connu pour son approche innovante et personnalisée dans la création de piscines, s'efforçant de répondre aux besoins spécifiques de ses clients tout en intégrant des éléments esthétiques et fonctionnels de haute qualité. Il excelle dans la mise en œuvre de technologies modernes pour l'entretien et la gestion des piscines, garantissant ainsi un niveau optimal de sécurité et de confort.
Au fil des années, Étienne Temgoua a remporté plusieurs distinctions et prix pour son travail exceptionnel et son engagement envers l'excellence dans son métier. Il est également un membre actif de diverses associations professionnelles et participe régulièrement à des conférences et salons spécialisés pour se tenir informé des dernières tendances et innovations dans le domaine des piscines.
Son dévouement et son expertise ont fait de lui une figure respectée et influente dans l'industrie, et son entreprise continue de prospérer sous sa direction visionnaire.

## Clubs
| Club                    | Pays   | De        | À         |
| ----------------------- | ------ | --------- | --------- |
| Saint-Brieuc CAVB       | France | 2007-2008 | 2008-2009 |
| Vendée VBC Les Herbiers | France | 2009-2010 | 2018-2019 |